# Moskvas ringled

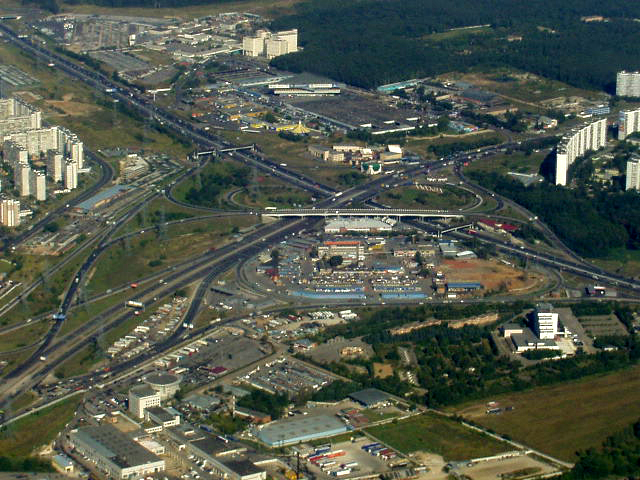
Moskvas ringled

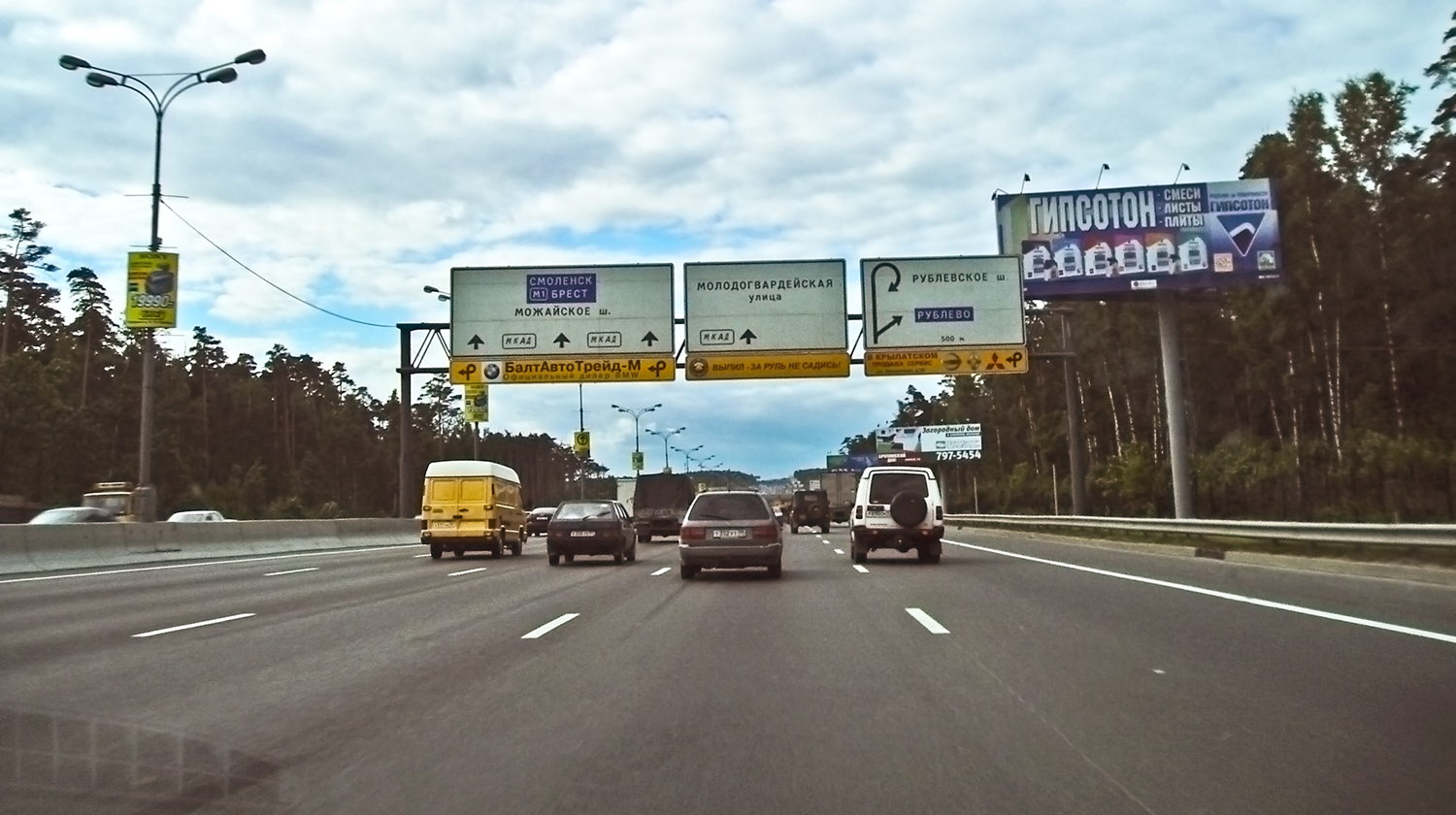
Moskvas ringled

Moskvas ringled, på ryska Московская Кольцевая Автомобильная Дорога, förkortad МКАД (MKAD), är en motorväg runt Moskva, Ryssland.
Den är Sovjetunionens/Rysslands första motorväg (om man räknar bort en tysk motorväg (polska:"Berlinka") nära Kaliningrad som förstördes i kriget och inte återuppbyggts som motorväg).
Den är 109 km lång och invigdes 1961, med sammanlagt fyra filer och huvudsakligen men inte med alla korsningar planskilda. 1995-1997 breddades den till tio filer sammanlagt, och alla korsningar blev planskilda. Först då blev den en riktig motorväg och skyltad som det. Det är en av Europas hårdast trafikerade vägar. Den var ändå först i Ryssland eftersom ingen annan väg räknats som riktig motorväg innan dess.
Den leder också europavägarna E22, E30, E105 och E115 förbi Moskva.